# Profezia di Benjamin Franklin

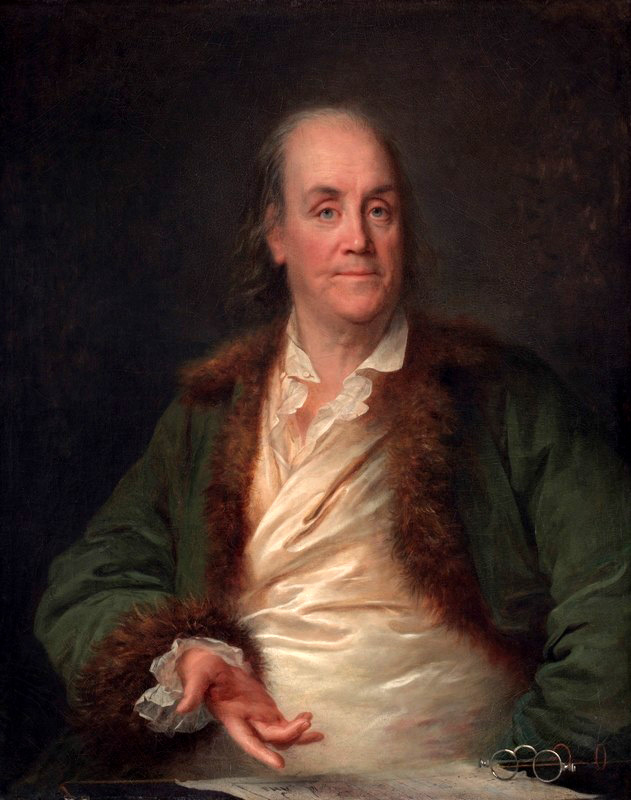
Benjamin Franklin, statista e inventore: a lui viene falsamente attribuita una "profezia" antisemita

La Profezia di Franklin , detta talvolta la "Falsificazione di Franklin", è un discorso antisemita attribuito falsamente a Benjamin Franklin, che mette in guardia dai supposti pericoli nell'accettare gli ebrei nel nascente stato degli Stati Uniti d'America. Questo discorso sarebbe stato trascritto da Charles Cotesworth Pinckney durante la Convenzione di Filadelfia del 1787, ma era sconosciuto prima del 1934, quando comparve sulle pagine del settimanale  Liberation, organo della Legione d'argento d'America, un'organizzazione filo-nazista fondata da William Dudley Pelley. 
Non esiste prova dell'autenticità del documento e alcune affermazioni di Pelley sono state confutate.

## Il discorso
Il discorso sarebbe avvenuto in una conversazione ad una tavola da pranzo e sarebbe stato trascritto da Charles Cotesworth Pinckney durante la convenzione del Congresso continentale. È soprattutto il rifiuto dell'ammissione nel nuovo Stato degli ebrei immigrati. Il testo recita quanto segue:
For more than seventeen hundred years they have lamented their sorrowful fate — namely, that they have been driven out of their mother land; but, gentlemen, if the civilized world today should give them back Palestine and their property, they would immediately find pressing reason for not returning there. Why? Because they are vampires and vampires cannot live on other vampires --they cannot live among themselves. They must live among Christians and others who do not belong to their race.
If they are not expelled from the United States by the Constitution within less than one hundred years, they will stream into this country in such numbers that they will rule and destroy us and change our form of Government for which we Americans shed our blood and sacrificed our life, property and personal freedom. If the Jews are not excluded within two hundred years, our children will be working in the field to feed Jews while they remain in the counting houses, gleefully rubbing their hands.
I warn you, gentlemen, if you do not exclude the Jews forever, your children and your children’s children will curse you in their graves. Their ideas are not those of Americans, even when they lived among us for ten generations. The leopard cannot change his spots. The Jews are a danger to this land, and if they are allowed to enter, they will imperil our institutions. They should be excluded by the Constitution.»
Per più di diciassette secoli essi hanno pianto il loro triste destino - cioè, che essi sono stati strappati alla loro terra madre; ma, signori, se il mondo civile oggi dovesse restituire loro la Palestina e le loro proprietà, essi troverebbero immediatamente importanti motivi per non ritornarvi. Perché? Poiché essi sono vampiri e i vampiri non possono vivere su altri vampiri - essi non possono vivere tra di loro. Essi devono vivere in mezzo ai cristiani e altri che non appartengono alla loro razza. 
Se essi non verranno espulsi dagli Stati Uniti in base alla Costituzione in meno di cento anni, essi accorreranno in questo Paese in numero tale che ci governeranno e ci distruggeranno e cambieranno la nostra forma di Governo per la quale noi Americani spargemmo il nostro sangue e sacrificammo le nostre vite, beni e libertà personali. Se gli ebrei non verranno espulsi entro duecento anni, i nostri figli lavoreranno nei campi per nutrire gli Ebrei mentre loro rimarranno nei loro uffici di contabilità fregandosi allegramente le mani. 
Io vi avverto, signori, se voi non espellete gli Ebrei per sempre i vostri figli e i figli dei vostri figli vi malediranno dalle loro tombe. Le loro idee non sono quelle degli Americani, anche se hanno vissuto tra di noi per dieci generazioni. Il leopardo non può cambiare le sue macchie. Gli Ebrei sono un pericolo per questo Paese, e se sarà loro consentito di entrarvi, essi metteranno in pericolo le nostre istituzioni. Essi devono essere espulsi dalla Costituzione»
(Presunto discorso antisemita di Franklin al Congresso continentale)

## Autenticità
Secondo Pelley, Charles Cotesworth Pinckney scrisse di aver tenuto un diario della Convenzione, ma questo non fu mai trovato; non esistono prove sulla dichiarazione di Pelley, che egli stesso possedesse una copia del manoscritto sul discorso.
Il rapporto del Congresso degli Stati Uniti d'America, Anti-Semitism in Europe: Hearing Before the Subcommittee on European Affairs of the Committee on Foreign Relations (2004) (Antisemitismo in Europa: audizione di fronte al Sottocomitato sugli Affari Europei del Comitato per i rapporti con l'estero) afferma:
(Anti-Semitism in Europe: Hearing Before the Subcommittee on European Affairs of the Committee on Foreign Relations. United States Congress. Senate. Committee on Foreign Relations. Subcommittee on European Affairs. 2004. p. 69.)
Franklin era un amico degli ebrei d'America del XVIII secolo e contribuì alla costruzione della prima sinagoga permanente a Filadelfia. La Anti-Defamation League (Lega Anti-diffamazione) nota che i riferimenti a un ritorno in Palestina erano un anacronismo, poiché il moderno movimento sionista sorse quasi un secolo dopo la morte di Franklin.
Simili citazioni antisemitiche sono state attribuite a George Washington e sono state smentite. Nel 1790, nel segno di una tolleranza religiosa, Washington inviò una lettera alla comunità ebraica di Rhode Island, scrivendo:
((EN) Fritz Hirschfeld, George Washington and the Jews, University of Delaware Press, 2005,  p. 15, ISBN 978-0-87413-927-3. URL consultato il 31 gennaio 2006.)

## Uso
Nonostante la "profezia" sia stata ripetutamente discreditata fin dalla sua comparsa, essa si è rivelata un tema propagandistico dell'antisemitismo piuttosto duraturo. Più recentemente è comparso come bufala internet, diffusa sui gruppi Usenet e sui siti antisemiti, ove si sostiene che sia autentica. 
Il 18 febbraio 1998 un membro del Comitato Centrale di Al-Fatah ripropose questo mito, riferendosi erroneamente a Franklin come primo Presidente degli Stati Uniti d'America. Osama Bin Laden usò brevemente questa bufala nella sua Lettera al popolo americano dell'ottobre 2002.